# 조직 내 공격적 행동
조직 내 공격적 행동은 조직 내에서 발생할 수 있는 특정한 공격성이다. 조직 내 공격적 행동으로는 구두 발언(예 : 누군가를 모욕하거나 소문을 퍼뜨리는 행위)부터 물리적 공격(예 : 폭행)까지 광범위한 행동이 포함될 수 있다.

## 정의
조직 내 공격적 행동은 조직 내에 있는 사람 혹은 조직과 직접적으로 관련이 있는 사람(고객, 서비스 담당자, 종업원) 또는 조직 자체에 나쁜 영향을 미치려는 행동을 말한다. 공격적 행동은 일반적으로 한 사람이 다른 사람 또는 집단을 해할 의도로 수행하는 행위이다. 공격자는 자신의 행동이 대상(목표)에게 위험할 수 있다는 것을 인지하고, 공격 받는 대상이 행동을 피할 동기가 생길 수 있음을 인지해야 한다. 공격적 행동을 정의하는 특징은 해를 입히려는 의도 또는 동기를 갖는다는 것이다. 행위자가 해를 가할 의도를 갖고 행한다면 그 행위는 공격적 행동으로 간주된다. 다른 말로 하면, 특정한 의도 없이 다른 사람에게 해를 끼치는 것은 공격적 행동으로 간주하지 않는다는 것이다.
공격적 태도는 다양한 상황에서 발생할 수 있다. 그 중 주목해야 할 영역은 조직이라는 환경이다. 조직 내 공격적 행동은 비생산적인 과업활동(CWB)을 유발하는 특정한 유형으로 간주되며, 이는 조직에서 신체적으로나 감정적으로 해를 유발하는 공격적 행동이나 신체적 폭행, 위협 등 강제성을 띤 모든 행동으로 정의된다.
미국 종업원을 대상으로 최근에 이루어진 조사에 따르면 심리적, 신체적 공격을 경험한 사람들의 비율과 추정치가 매우 높은 것으로 나타나고 있다. 연구 결과에 따르면, 4700만 명의 종업원들이 지난 1년 동안 한 번 이상 심리적 공격을 받은 것으로 나타났다. 또한 700만 명 이상의 종업원들이 지난 1년 동안 한 번 이상 작업장 내에서의 폭력을 경험한 것으로 나타났다. 또 다른 연구에서는 응답자 중 거의 45%의 종업원들이 자신을 학대하는 상사와 일한 경험이 있는 것으로 나타났다.
일부 연구자들은 조직 내 공격적 행동이 현재나 과거의 동료나 고용주에게 해를 끼치는 경우만 포함한다고 명시하였다. 그러나 다른 연구자들은 조직 내 누구에게든 해를 끼칠 의도를 갖고 있으면 조직 내 공격적 행동이라고 분류할 수 있다고 명시하였다.

## 분류
연구자들은 조직 내 공격적 행동으로 간주될 수 있는 행동의 범위를 정확히 서술하기 위해 조직 내 공격적 행동에 대한 분류 체계를 개발했다. Neuman과 Baron(1998)은 조직 내 공격행동을 포함하는 다음 3가지 차원을 제시한다.
| Neuman and Baron이 제시한 조직 내 공격적 행동을 포함하는 3가지 차원 | Neuman and Baron이 제시한 조직 내 공격적 행동을 포함하는 3가지 차원                   |
| ------------------------------------------------------------------- | ------------------------------------------------------------------------------------- |
| 적개심의 표현                                                       | 언어적이거나 상징적인 행동                                                            |
| 의사방해                                                            | 직원이 자신의 업무를 수행하거나 조직이 목표를 달성하는 것을 방해할 의도를 가지는 행동 |
| 명백한 공격성                                                       | 폭력적인 행동                                                                         |

Baron과 Neuman(1996)은 광범위한 범위의 조직 내 공격적 행동을 더욱 세분화하기 위해 다음 3가지 이분법에 근거해 조직 내 공격적 행동을 분류한다.
| Baron과 Neuman의 이분법 | Baron과 Neuman의 이분법 |
| ----------------------- | ----------------------- |
| 언어적                  | 물리적                  |
| 직접적                  | 간접적                  |
| 능동적                  | 수동적                  |

조직 내 공격적 행동은 이 세 가지 이분법에 근거하여 조합할 수 있다. 예를 들어, 동료에 대한 유언비어를 부인하지 못하는 것은 언어적-수동적-간접적 조직 내 공격적 행동으로 분류된다. 도움이 필요한 동료의 존재를 의도적으로 피하는 것은 물리적-수동적-직접적 조직 내 공격적 행동으로 분류된다.
또 다른 연구자들은 공격자와 대상과의 관계를 기반으로 한 분류법을 개발했다.
1. 범죄적 의도(유형1) – 공격자가 대상(사람이나 조직)과 아무런 관련이 없을 때 이러한 유형의 조직 내 공격적 행동이 발생한다.
2. 소비자/고객(유형2) – 공격자는 특정 조직과 관련을 맺고 소비자 또는 고객으로서의 역할을 수행할 때 조직 내 공격적 행동이 발생한다. 가령 하청업체에게 행하는 폭력적 행동이 이 유형에 속한다고 할 수 있다.
3. 직원/직원(유형3) - 공격자와 대상은 모두 동일한 조직의 직원이다. 보통 공격자는 감독관이며 대상은 부하직원의 형태다.
4. 개인적 관계(유형4) – 공격자는 직원과 관계가 있는 사람이나 조직과는 관계가 없는 사람이다. 조직에서 동거인이 폭력을 당한 대상의 경우가 이에 포함된다.

### 상해 모델[1]
조직에서의 공격적 행동은 괴롭힘, 성희롱, 조직 내에서의 폭력 등이 어느 정도 중복되어 나타난다. 상해 모델(harm model of aggression)이라고 불리는 이러한 관계와 중복성은 결국 희롱에서 공격, 분노, 무차별적 폭력이라는 연속선 상에서 살펴볼 수 있다. 각각에 대한 공격성과 위협의 수준을 설명하면 다음과 같다.
-희롱(harassment) : 폭력의 연속선상에서 볼 때 가장 낮은 수준이며, 이러한 행위는 다른 사람에게 해를 끼치거나 불편함을 줄 수도 있고 그렇지 않을 수도 있다. 그러나 이러한 행위는 일반적으로 조직 내에서 부적절한 행위로 여겨진다. 이와 같은 희롱행위에는 고객에게 거들먹거리는 행위를 포함하여, 사무실 문을 쾅 닫는 것, 동료를 노려보는 것, 짓궂은 농담이나 잔인한 농담 등이 모두 포함된다.
-공격(aggression) : 공격은 다른 사람이나 조직에게 해를 끼치거나 불편함을 주는 것으로, 그러한 행위에는 고객에게 소리를 지르는 것을 포함하여 동료에 대한 나쁜 소문을 퍼뜨리는 것, 다른 사람의 사적인 소유물에 해를 끼치는 것 등이 모두 해당된다. 조직에서 일어나는 이러한 모든 행위는 명백히 부적절한 행위이다.
-분노(rage) : 세 번째 수준은 분노이다. 분노는 다른 사람에게 두려움을 일으킬 수 있는 강력한 행위라고 할 수 있으며, 사람들에게 신체적인 혹은 정서적인 해를 미치거나 재산상의 손해를 가져올 가능성이 높다. 분노의 예를 들면 고객을 밀어 제치는 것에서부터 동료의 프레젠테이션을 고의로 방해하는 행위, 다른 사람의 책상 위에 혐오스런 메시지를 남겨놓는 것 등이 포함된다.
-무차별적 폭력(mayhem) : 마지막 단계는 무차별적 폭력이다. 이 단계는 종업원이나 고객에 대한 물리적인 폭력이나 다른 사람의 소유물에 대한 파괴 등이 일어난다. 이러한 범주에 속하는 행동은 고객을 때리는 것에서부터 사무실을 약탈하는 것, 동료나 상사를 때리는 것, 시설을 파괴하는 것, 상사나 동료를 총으로 쏘는 것 등이 해당된다.

## covert nature(내재적 본성)
조직에서 대상을 향한 공격적인 행동들은 대부분 성격상 은밀한 것으로 간주된다. Bjorkqvist Osterman과 Hjelt-Back에 따르면, 이러한 은밀한 행동들은 대상에게 가진 공격적인 행동이나 공격적인 의도를 위장하기 위한 것이다. 반면에 공연한 공격적 행동은 공격적인 의도를 숨기지 않고 그들의 의도를 보여주는 행동들을 말한다. 전형적으로 은밀한 공격적 행동은 본질적으로 언어적, 간접적, 수동적인 성격을 갖는 반면 공연한 공격적 행동은 물리적, 직접적, 적극적인 성격을 갖는다.
조직 내 공격적 행동은 은밀한 행동들의 형태를 띤다. 이는 Bjorkqvist, Osterman, Lagerspetz의 효과/위험 비율에 의해 정의되는데 공격자의 공격적인 행동에 따른 상대적인 효과와 위험에 대한 주관적인 평가를 나타낸다. 공격자들에게는 위험 대비 효과의 비율이 클수록 이상적이다. 다시 말해, 공격자는 행위가 자신에게 미치는 위험이 상대적으로 낮으면서 그에 대비한 효과는 큰 것을 선호한다는 뜻이다.
조직에서의 개인은 서로에게 장기적으로 노출된다. 이 장기적인 노출은 공격자의 행동에 대해 피해자가 복수하기 위해 더 많은 시간을 가질 수 있다는 것과 같으므로 효과/위험 비율에서 위험 측면의 증가를 의미한다. 또한 조직은 본질적으로 공동체이다. 즉 조직원들은 집단으로 일하고 다른 조직원들로 둘러 쌓여있다는 뜻이다. 그러므로 다른 직원들의 존재는 대상에게 해를 입힌 공격자를 처벌할 수 있도록 하는 군중으로서의 역할을 한다. 이러한 이유들 때문에 개인은 은밀한 형태의 공격적 행동의 형태를 선택하는 것이다.

## 원인

### 자존적 편견[1]
종업원들이 작업장에서 왜 공격적 행동을 보이는지를 설명해줄 수 있는 다양한 유형의 자존적 편견이 있다. 이러한 편견에는 다음과 같은 것들이 있다.

#### 적대적 귀인 편견(hostile attribution bias)
이것은 사람들은 다른 사람을 해치려는 욕망에 의해서 동기부여되는 성향을 가지고 있다고 가정을 하는 것이다. 이러한 편견은 다른 사람들이 왜 그렇게 행동하는지를 설명하려고 할 때 흔히 사용된다. 강한 공격성을 가지고 있는 사람은 다른 사람의 우호적인 행동을 자신에게 해를 끼치기 위해 감춰진 혹은 적대적인 의도로 추진된 행동이라고 볼 수도 있다. 이러한 속성은 공격적인 사람들이 다른 사람들의 신체적 또는 언어적인 공격으로부터 자신을 보호하기 위해 그와 같은 적대적인 행동을 했다고 자신을 합리화시킬 수 있도록 해준다.

#### 강자의 편견(potency bias)
이것은 다른 사람들과의 상호작용 관계는 지배냐 복종이냐를 놓고 경쟁하는 것이라고 가정한다. 이러한 편견은 자신이 강하고, 용맹하고, 통제력을 가지고 있으며, 두려움이 없다는 것을 증명함으로써 다른 사람을 지배하기 위해 공격적인 행동을 사용한다는 것을 합리화시켜준다. 공격적으로 행동하지 못하는 것은 나약하고, 두려워하고 겁쟁이인 것처럼 생각한다. 따라서 공격적인 사람들은 그들의 행동을 다른 사람들로부터 존경 받기 위한 수단으로 생각하며, 약한 모습을 보여주는 것은 다른 사람들이 그들의 장점을 발휘할 수 있도록 빌미를 제공하는 것이라고 생각한다.

#### 보복의 편견(retribution bias)
공격적인 사람들은 보복을 하는 것이 관계를 유지하는 것보다 더 중요하다고 생각한다. 이들은 화해하는 것보다는 보복이 보다 더 합리적인 행동이라고 보는 경향을 가지고 있다. 예를 들어 자존심을 회복하기 위한 것이거나 잘못된 것만큼 정확하게 되갚음을 하는 것이라면 공격적인 행동도 정당화될 수 있다고 이들은 생각한다. 공격적인 사람들에게 있어서 보복은 용서보다, 변명은 화해보다, 앙갚음은 관계를 유지하는 것보다 더 이성적이라고 생각한다. 이러한 편견은 흔히 상처받은 자부심과 자존심, 경멸 등에 의해서 자극되는 공격적인 행동을 정당화하려는 근거가 된다.

#### 목표에 대한 훼손 편견(derogation of target bias)
사람들은 공격 대상을 사악하거나 부도덕하거나 부정직한 것으로 만들기를 원하거나 그렇게 한다고 보는 것을 말한다. 이러한 유형의 편견은 공격 대상을 공격 받을 만하다고 느끼게 한다.

#### 사회적 할인 편견(social discounting bias)
사회관습은 자신의 욕구를 충족시키기 위한 자유의지와 기회를 반영한다고 믿는 것을 말한다. 이들은 전통적인 생각과 보수적인 신념을 경멸하고, 사회 관습에 대해서도 흔히 냉소적이고 비판적이다. 그들은 감수성과 감정이입이 부족하고 사회 관습에 대한 관심이 거의 없다. 따라서 다른 사람을 해치기 위한 사회적으로 잘못된 행동을 표ㅇ현의 자유, 사회 관습으로부터 벗어날 수 있는 권리, 사회적인 관계로부터의 해방을 얻기 위한 것이라는 이유를 들어 정당화하려고 한다.
이와 같이 공격적인 행동을 합리화하려는 여러 가지 메커니즘의 근본은 조직 내 괴롭힘, 성희롱, 조직 내 폭력 등의 사건에서 찾아볼 수 있다.

## 예측요인
조직 내 공격적 행동의 예측요인은 조직적, 개인적 두 수준에서 모두 발생할 수 있다. 여기서 조사되는 조직적 요인은 조직적 공정성, 감독과 감시, 작업환경의 변화, 특정한 직무 특성이 포함된다. 개인적 수준에서는 성별, 연령, 음주소비가 영향을 준다. 이것들이 총체적인 예측요인 목록들은 아니지만 조직 내 공격적 행동을 언급한 경험적 문헌에서 이 중 대다수를 요인으로 사용했다는 데 의의가 있다.

### 조직적 요인

#### 조직공정성
인식된 대인관계 공정성, 그들이 공평하고 존중 받고 있다고 느끼는 정도는 상사에게 육체적, 정신적으로 공격받는 것과 반비례하는 상관관계를 갖는다. Inness, Barling, Turner도 비슷한 결과를 보였으며, 인식된 대인관계의 불의는 참가자의 주업무나 부차적인 업무에서의 조직 내 공격적 행동과 관련이 있다는 것을 알게되었다.
더군다나 조직적 절차가 공정하다고 느끼는 정도는 감독자에 대한 조직적 공격적 행동과 관련이 있다. Greenberg와 Barling는 감독자에 대한 절차적 공정성에 대한 인식이 커질수록 조직 내 공격적 행동은 줄어든다고 하였다.

#### 해고와 직무 안정성
조직 내 공격적 행동의 극단적 형태는 개인 또는 대량 해고와 같은 인사 결정들에서 비롯될 수 있다. 2009년 한 조직원은 좋지 못한 성과로 해고당했는데 2년 뒤 그 조직의 직원 1명을 살해하고 5명에게 부상을 입혔다. 비슷한 예로 2012년 아침에 해고를 통보 받은 한 남자가 직원 4명을 총으로 살해하는 사건도 있었다.
대한민국에서는 2012년에 여의도에서 부팀장이었던 김씨가 팀 내 경쟁에서 밀려 동료들의 비난을 받으며 조직 내 스트레스를 견디지 못하고 회사를 떠났는데 2년 뒤 여의도에서 전 직장동료 2명과 일면식도 없던 시민 2명을 흉기로 찔러 중상을 입혔다.

#### 감독과 감시
조직 내 감시(직원 모니터링)는 감독자에 대한 조직 내 공격적 행동과 양의 상관관계가 있어 직원 감시 수단의 수가 많을수록 조직 내 공격적 행동이 증가한다. 또한 작업 수행에 대한 감독자의 통제는 감독자에 대한 조직 내 공격적 행동과 양의 상관 관계가 있다고 밝혀졌다. 이런 유형의 행동은 성인, 청소년 모두에게서 관찰되었다.

#### 작업 환경 변화
Baron과 Neuman은 작업 환경의 특정한 변화들이 공격성을 증가시켜 불안과 스트레스의 원인이 된다는 것을 알아냈다. 특히 임금 삭감이나 동결, 경영진 변경, 모니터링 시스템 증가(예 : 컴퓨터 모니터링의 증가), 다양성 증가, 파트타임 직원의 증가 등은 모두 조직 내 공격적 행동과 높은 관련이 있다.

#### 직무별 특징
문헌에서 발견된 조직 내 공격적 행동의 다른 요인은 직무별 특징이다. LeBlanc과 Kelloway는 총을 다루거나 가치 있는 물건을 모으는 것과 같은 특정 직무는 조직 내 공격적 행동과 더 밀접한 관련이 있다는 것을 알아냈다.

#### 직무 시간
Harvey와 Keashly는 조직에서 근무시간이 길수록 조직 내 공격적 행동이 나타나기 쉽다는 것을 알아냈다. 즉 조직에서 오래 일한 사람일수록 공격성이 쉽게 나타난다는 것이다. H.K는 이러한 행동은 두 가지에 기인한다고 하였는데, 첫째, 많은 시간을 일할수록 희생 가능성이 높아진다고 하였다. 둘째, 근무시간이 길어지면 피곤함과 좌절감이 증가할 수 있는데 이는 동료들에 대한 공격적 행동 가능성의 증가로 이어질 수 있다.

### 개인적 요인

#### 성별
일부 연구에서는 성별이 조직 내 공격적 행동의 중요한 요인으로 나타났다. 예를 들어 남성성은 감독자에 대한 공격적 행동을 보고하는 것과 관련이 있었다. 게다가 남자들은 다른 남자들 앞에서 더 공격적 행동을 취할 확률이 높다. 이것은 명예훈장을 규정하는 사회적 문화에서 비롯되었다고 할 수 있다. 반면에 여자는 다른 남자나 여자가 있을 때 적극적으로 공격적하지 않을 확률이 높았다.

#### 연령
연령은 공격적 행동과 밀접한 관련이 있다. Ng와 Feldman는 연령과 직무 능력과 관련된 연구에서 연령이 높은(40세 이상) 직원이 어린 직원들보다 조직에서 공격적 행동을 덜 받음을 밝혀냈다.

#### 음주 소비
일반적으로 개인이 소비하는 술의 양과 빈도수는 공격적인 행동을 예측하는데 도움이 된다. 술을 자주 소비하는 사람일수록 직장동료에게 공격적인 모습을 보이는 빈도수가 높다. The Hebei의 트랙터 폭음은 조직 내 공격적 행동처럼 음주소비에서 기인한다고 정의했다.

### 경고 사인[1]
조직에서의 분노나 무차별적인 폭력과 같은 수준의 폭력을 행사하는 사람들을 보면 대부분 명확하게 관찰이 가능한 경고 사인을 볼 수 있다. 이러한 경고 사인에는 다음과 같은 것들이 포함된다.
1. 적개심이나 폭력 사용을 인정하는 것 등을 포함한 폭력적이고 위협적인 행위
2. 은둔하거나, 개인적인 용모나 위생 상태를 훼손시키는 것, 변덕스런 행위 등과 같이 ‘이상한’ 행동
3. 출근하지 않거나 처지는 것 등과 같은 성과상의 문제
4. 수많은 갈등, 코멘트에 대해 민감한 반응을 보이거나, 원한을 표출하는 등과 같은 대인관계에서의 문제
5. 자살을 암시하거나, ‘모든 문제를 풀 수 있다’는 것과 같이 구체성이 없는 계획을 표출하거나, 무기에 대한 접근 방법이나 사용방법 등에 관심을 갖는 것 등과 같이 더 이상 대처할 수 없는 상태를 보이는 경우

### 촉발 사건[1]
현실에서는 사건을 촉발하는 많은 요인들이 있다. 이러한 촉발 사건은 폭력적인 성향을 가진 개인들에게는 더 이상 방법이나 ‘선택할 여지가 없다’는 생각을 만들어주는 마지막 지푸라기와도 같은 것이다. 분노나 무차별적인 폭력으로 이어지는 가장 일반적인 촉발 사건들은 다음과 같다.
1. 해고, 정직이나 감봉, 승진 누락 등
2. 징계처분, 나쁜 인사고과, 상사나 동료의 심각한 비난
3. 은행이나 법원으로부터 담보를 찾을 권리 상실, 금지 명령, 자녀 양육권 재판
4. 취업 기념일, 생일, 2001년도에 일어난 9·11 사태와 같이 끔찍한 경험한 날 등과 같은 특정한 날짜
5. 사랑에 실패하거나 퇴짜를 맞은 경우, 이별이나 이혼, 가족의 죽음 등과 같은 개인적인 위기
이와 같은 촉발 사건들은 이러한 경고 징조를 보이는 개인들이 분노나 무차별적인 폭력 행위를 가져올 가능성이 있다는 것을 예측할 수 있게 해준다.

## 유형

### 사회적 훼방[22]
Duffy, Ganster와 Pagon은 훼방이라는 개념을 업무 환경에 적용하면서 사회적 훼방(Social undermining)이라는 개념을 만들었다. 이는 조직에서 개인이 긍정적인 대인관계를 유지 및 개발하고 업무 성과를 달성하며 호의적 평판을 얻고자 하는 노력을 지속적으로 방해하는 의도된 행동을 말한다. Duffy는 사회적 훼방의 특징을 세 가지로 제시하였다. 첫째, 가해자가 대상을 향한 부정적인 행동에 대해 의도성을 지각한다. 둘째, 대상의 능력을 서서히 또는 점진적으로 약화시킨다. 셋째, 대인관계나 평판에 손상을 입히는 다양한 형태로 나타난다. 이것은 조직에 대한 반감이 부정적 형태인 사회적 훼방으로 나타나거나 또는 조직의 후원을 받아 긍정적 측면으로 발휘될 수 있다는 점에서 사회적 교환(social exchange)과 이론적 토대를 공유한다.

### 온라인

#### 사이버 불링 (Cyber-bullying)
조직에서 물리적 공간을 초월하여 온라인 공간까지 확대 되는 것을 말한다. Datchin과 Hinduja(2006)는 사이버 불링을 전자기기를 통해 의도적이며 반복적으로 해를 가하는 행위라 정의하고 Smith(2008)는 조직 혹은 직원이 쉽게 자신을 방어할 수 없는 대상에게 전자기기를 이용해 지속적으로 가하는 공격적이고 의도적인 행위라 정의한다. 사이버 불링은 반복성, 의도성, 힘의 불균형이 전제가 되어야 하는데, 이 전제들이 충족되면 사이버 불링은 플레이밍, 괴롭힘, 명예훼손, 위장, 폭로, 기만, 배제, 사이버 스토킹과 같은 유형으로 나타난다.

#### 사이버 공격성(Cyber-aggression)
성 차별적이거나 인종 차별적인 자료와 같이 불쾌감을 주는 내용이 포함된 메일이나 대상을 위협하거나 외설스러운 내용의 문자 등의 형태를 취한다. 전통적인 유형의 조직 내 공격적 행동과 비교할 때 웹상에서의 조직 내 공격적 행동의 특징은 조직원이 아닌 사람도 스팸의 형태로 이 자료를 보내거나 받을 수 있다는 점이다. Whitty & Carr 웹상에서의 조직 내 공격적 행동은 십대 문화와 관련된 다양한 방식을 통해 조직까지 확산되었다는 특징이 있다. 이러한 추세는 대개 보이지 않고 성장 속도도 느리지만, 그 영향은 다른 종류의 공격적 행동과 마찬가지로 해롭다. 대개 웹상에서의 조직 내 공격적 행동은 조직에 있는 개인이 조직의 문제로 인해 화를 내거나 위협을 받는 형태로 이를 보복 형태로 웹상에 표현하는 것이다. Whitty & Carr는 이를 악성 댓글이라고 정의하는데 이는 개인이 온라인에 특정인이나 특정 집단에 대한 적대감을 기록하는 행위다.

##### 인스턴트 메시징(Instant messaging)
인스턴트 메시징은 조직에 도움이 되기도 하고 장애물이 되기도 한다. 직원이 메신저에 접속한 사람을 확인하고 실시간으로 대화를 할 수 있는 등의 편리함은 때때로 비난 받기도 한다. 이 기능은 조직 내 의사소통 면에서 매우 유용하지만 AIM이나 MSN Messenger와 같은 메신저는 관리 측면에서 쉽게 규제되지 않아 공용 플랫폼에서 사적인 대화도 가능하게 하는 단점이 있다. 이러한 대화는 공격적인 대화를 조장하고 유해한 정보가 확산되도록 한다. 그러나 전화를 통하지 않아도 문제를 쉽게 해결할 수 있고 메일에 대한 답장을 기다릴 필요도 없기 때문에 업무 프로세스에 도움이 된다고 주장하는 사람들도 있다.

##### 이메일(Email)
이메일은 웹상에서의 조직 내 공격적 행동에 사용되는 가장 보편적인 도구다. 이메일은 조직에서의 의사소통에 널리 이용되고 있는데, 공격적 성향을 가진 직원은 다른 직원에게 이메일을 전송하여 주의를 끄는 데 사용하기도 한다. Travel Trade Gazette의 기사는 이메일을 통해 공격적 행동을 하는 것을 피하기 위한 몇 가지 조언을 했다.
· 항상 명확한 주제를 제시하시오.
· 필요한 것만 간단명료하게 말하시오.
· '가능한 한 빨리'와 같은 용어는 피하시오.
· 전체에게 보내진 메일에만 답장하시오.
· 모든 글자를 대문자로 사용하지 마시오.
· 화가 났을 때 메일을 보내지 마시오.

##### 소셜 네트워킹(Social networking)
소셜 네트워킹은 직원들을 쉽게 대립하게 만드는 방법 중 하나다. 공개적인 포럼은 개인으로 하여금 더욱 쉽게 공격적 행동을 보일 수 있는 환경이기 때문이다. 직접 대면할 필요없이 자신의 감정을 털어 놓을 수 있는 방법이기 때문에 많은 사람들이 소셜 네트워킹을 통해 직장 동료와 상사에 대해 털어놓곤 한다. 게다가 소셜 네트워킹은 시간, 장소에 구애받지 않고 언제 어디서나 전자기기를 통해 가능하여 다양한 플랫폼을 기반으로 쉽게 공격적 행동이 가능하다.

### 오프라인

#### 집단 따돌림

##### 조직 내 집단 따돌림의 개념
집단 따돌림을 의미하는 단어 ‘Mobbing’은 라틴어의 ‘mobile vulgus’으로부터 그 의미를 찾을 수 있으며, 이는 ‘파괴적인 행위를 불사하는 무질서한 군중 혹은 익명의 다수’를 의미하는 ‘mob’이라는 단어에서 유래하였다. ‘Mobbing’의 개념은 원래 동물생태학에서 작은 동물 여러 마리가 자신들보다 더 큰 동물 한 마리를 공격하는 현상을 관찰한 Lorenz에 의해 처음 사용되었으며, 이후 원래 ‘Mobbing’은 집단에 의한 공격을 뜻하기도 하지만, 때로는 한 개인이 다른 사람을 괴롭히는 상황도 포함하는 용어로도 자주 사용되고 있다.
학자들은 직장에서 일어나는 집단 따돌림이 조직 내에서 극심한 스트레스를 유발하고 그로 인해 근로자가 신체적, 심리적으로 심각한 피해를 입을 수 있다고 말한다. 기존의 선행연구들에서 제시되어 있는 직장 내 집단 따돌림의 정의가 개인 또는 그 이상의 조직원들이 악의적인 의도를 갖고 자신을 방어할 수 없는 개별 근로자에게 모욕과 굴욕감을 주고 스트레스 등 육체적, 정신적으로 고통을 가하여 그로 인해 업무환경의 분위기를 불쾌하게 만드는 원인이 되거나 직무성과 저하에 영향을 미치는 부정적 대우를 반복적이고 지속적으로 가하는 현상으로서, 이런 현상을 피해자가 인식하는 것을 의미한다. 따라서 대립하는 양측의 힘이 균형일 경우에는 갈등으로 조직 내 집단 따돌림에 해당되지 않는다. 직장 내 집단 따돌림은 다섯 가지 요소들로 특징지을 수 있다. 즉 직장 내 집단 따돌림의 대상은 부정적인 행동을 경험함으로써 물리적･심리적 피해를 받고, 이런 부정적 행동이 지속적으로 경험되며, 자신이 공격자보다 권력이 약하다고 인식하기 때문에 스스로를 방어하지 못하고, 따돌림의 피해자(bullied)라고 자칭한다.

##### 조직 내 집단 따돌림에 영향을 미치는 조직문화
모든 직장은 그에 속한 구성원들에 의하여 집단적으로 만들어진 문화를 가지고 있으며, 이러한 조직문화는 직장 내 집단 따돌림과 같이 조직구성원들 간에 발생하는 부정적 행동과 그로 인한 결과를 야기하는 주요 요인이다. 직장 내 집단 따돌림에 관한 선구적 연구자인 Leymann(1996)의 연구 결과에서는 열악한 직장 환경이 집단 따돌림을 발생시키는 주요 선행조건임이 밝혀졌다. 또한 최근의 메타분석 연구들에 의하면, 직장에서의 갈등, 역할 모호성, 업무 과다, 스트레스, 자율성 결여, 조직의 공정성 부재와 같은 조직관련 변수들이 직장 내 집단 따돌림을 야기하는 선행요인으로 지목되었다. 직장의 환경적 요인은 집단 따돌림의 발생 가능성뿐만 아니라 집단 따돌림에 대한 피해자의 반응 방식에도 영향을 미칠 수 있다. 따라서 예방적 관점에서 볼 때, 조직문화와 같은 맥락적 요인은 직장에서 집단 따돌림의 발생을 감소시키고, 그 영향을 완화시키는데 있어서 가장 주요한 역할을 한다고 할 수 있다. 또한 각 직장의 조직문화나 제도, 정책 등과 같은 맥락적 요인들은 작업단위나 조직 전체에서 시행되기 때문에 예방책으로서의 효과는 지대하다고 할 수 있다. O’Driscoll 등(2011)의 연구결과에 따르면, 직장에서 집단 따돌림을 경험하는 집단은 그렇지 않은 집단에 비하여 동료나 상관, 조직으로부터 상대적으로 낮은 수준의 지원을 받는 것으로 나타났다. 이는 근로자를 지원하지 않는 조직문화일수록 직장 내 집단 따돌림 발생 가능성이 높음을 시사하는 결과이다. 또한 Tambur와 Vadi(2012)가 에스토니아의 59개 직장 근로자 1,748명을 대상으로 조사한 결과에서는 과업지향적이고 관계지향적 조직문화에서 집단 따돌림의 위험이 감소하였으며, 특히 과업지향적 조직 문화에서는 매우 낮은 수준의 집단 따돌림 행동이 보고되었다. 이 밖에도 해외 선행연구들 에서는 직장 내 집단 따돌림 행동을 유발하는 조직문화의 특성으로 직원들 간에 소통이 원만하게 이루어지지 않고, 근로자들에게 스트레스를 야기하는 업무 환경과 조직분위기, 직무수행 지침이 비일관적이고 모호한 조직문화, 열악한 근무환경 및 관리체계, 갈등관리가 부재한 조직 문화, 경쟁적 조직문화와 파괴적이고 독재적인 리더십 등이 보고되고 있다. 개별 근로자들이 소속 직장과 경영진에 대하여 신뢰할 수 있는 조직문화는 직장 내 집단 따돌림을 척결하고 예방하기 위한 주요 전제조건의 하나이다. 신뢰가 부족한 조직문화에서는 반 따돌림 대처가 효과적으로 시행되기 어려우며, 노사 간 신뢰 구축을 위해서는 특히 경영진의 주도적 역할이 필수적이다. 선진기업의 성공사례에서도 찾아볼 수 있듯이 기업의 반 따돌림 대처의 도입과 실행을 위해서는 관련제도나 개선에 대한 근로자들의 요구 이전에 직장 내 집단 따돌림을 근절하려는 경영진의 의지와 리더십이 요구되며, 조직문화를 혁신하고자 하는 전사적 분위기가 필요하다. 이러한 조직문화는 직장과 경영진에 대한 근로자의 신뢰성(credibility), 근로자존중(respect), 공정성(fairness) 등을 기반으로 구성된다.

##### 조직 내 집단 따돌림에 대한 대처
직장 내 집단 따돌림이나 괴롭힘 문제는 조직관리 차원에서 볼 때, 매우 다루기 힘든 사안이다. 직장 내 집단 따돌림 피해자들이 자주 호소하는 내용은 조직에서 피해자를 지원하지 못하거나 피해자의 걱정을 간과하고 오히려 집단 따돌림 현상을 암묵적으로 수용하거나 피해자 개인의 탓으로 전가시키고 가해자를 처벌하는데 실패하는 등 집단 따돌림의 피해에 대해 조직에서 부정적, 소극적으로 반응한다는 것이 대부분이다.
현재까지 각 직장에서 집단 따돌림에 대처할 수 있는 조직 차원의 다양한 전략들은 주로 인사담당자들의 일화성 사례나 실태 기술 등을 통하여 보고되어왔으며 그렇기에 대응전략이나 효과성이 미흡했다. 하지만 최근 들어 Cooper-Thomas 등이 반 따돌림 대처전략의 효과성을 측정하기 위한 척도를 개발하고, 대처전략의 효과를 검증하는 등 직장 내 집단 따돌림을 예방하기 위한 대처전략 관련 연구들이 이루어지고 있다. 이는 직장 내 집단 따돌림에 효과적으로 대처하기 위한 구체적 전략으로서 문제처리를 위한 신뢰할 수 있는 제도 및 절차 집행, 따돌림 피해자 지원 및 가해자 처벌, 적절한 훈련, 관리자가 직접 모범적인 행동을 보이는 것 등의 전략을 고려할 수 있다. Tambur와 Vadi(2012)는 직장 내 집단 따돌림을 예방, 관리하기 위한 대처 방안을 다음과 같이 제시하였다. 직장 내 집단 따돌림의 속성 및 예방활동에 대한 사회적 홍보와 캠페인은 이 문제에 대한 일반적 인식을 제고할 수 있다. 또한 조직문화를 통하여 직장 내 집단 따돌림을 관리할 수 있도록 관리자 훈련프로그램이 필요하며, 각 직장과 국가 차원의 집단 따돌림 예방프로그램 및 관련법 개발과 제정이 필요하다. Heenan(2009)은 직장 내 집단 따돌림을 예방하기 위하여 사용자가 고려해야 할 사항들을 다음과 같이 제시하였다. 우선적으로 고려해야 할 사항은 사용자가 조직의 문화를 파악하고 이를 토대로 집단 따돌림의 위험성의 존재 유무를 인식해내는 작업이다. 또한 집단 따돌림이 조직 전체의 문제로 확산되기 이전에 직원들이 먼저 집단 따돌림의 가능성, 문제점에 대해 즉각적으로 판단하고 문제 제기할 수 있는 환경을 조성하고, 이를 분명하게 조직 내 전 직원들에게 공지하는 정책이 필요하다. 이와 더불어 직원들에 대한 집단 따돌림 예방교육을 실시하고 좋은 역할 모델을 성립하여야 한다. 그리고 조직구성원들에게 집단 따돌림은 절대 용인될 수 없다는 원칙을 분명히 하고 어떤 방식으로든 그 문제를 조직이 직접 나서 처리할 것이란 의지를 보여주어야 한다. 개별 조직원들에게 상담 등의 독립된 지원과 조직원들이 부조리에 항의하고 이의제기를 할 수 있도록 해주는 지원이 조직적 차원에서 이루어져야 한다. Olafsson과 Johannsdottir(2004)에 의하면, 일반적으로 집단 따돌림에 대한 개인적 대처 노력은 따돌림을 감소시키는데 비효과적이며, 피해자의 심리사회건강과 행복 증진에 다소 기여하는 선에서 그칠 수 있다. 또한 어떤 환경 하에서는 집단 따돌림 상황을 해결하려는 개인의 노력이 오히려 따돌림 행동을 악화시켜 역효과를 가져올 수도 있기 때문에 직장 내 집단 따돌림에 대처하기 위해서는 근로자의 개인적 대처보다 조직 차원의 대처가 우선되어야 할 것이다. 최근 국내에서도 직장 내 집단 따돌림 문제에 대처하기 위한 사회적 관심이 모아지면서 직장 내 따돌림 금지법 제정, 경영진의 직장 내 집단 따돌림 예방교육 의무적 참여 규정 필요성, 직장 내 집단 따돌림 피해자에 대한 해고 금지 규정 필요성 등 관련법 및 규정의 제정 필요성이 제기되고 있다. 이처럼 국가적･법적 차원에서 직장 내 집단 따돌림에 대처하기 위한 정책도 필요하지만, 무엇보다도 조직 차원에서 각 직장의 반 따돌림 대처전략이 마련되어야 하고, 그러한 대처전략이 직장 내 집단 따돌림 경험 수준과 어떠한 관련성이 있는지 분석함으로써 효과적인 대처전략을 파악하는 것이 우선되어야 한다.

##### 왕따
왕따는 대한민국에서만 특정하게 사용되는 ‘집단 따돌림’을 가리키는 말이다. 왕따는 사회 집단 내에서 무리를 지어 특정인을 소외시키고 반복적으로 인격을 무시하거나 신체적 폭력을 가하는 일체의 행위를 말한다. 1995년에 ‘매우, 진짜, 엄청’의 의미로 단어 앞에 ‘왕∼’이라는 말을 덧붙이는 것이 유행했는데, 당시의 유행에 따라 ‘집단적으로 엄청나게 따돌림을 당한다’는 의미로 왕따가 사용되었다. 왕따를 당하는 사람들 심한 정신적 스트레스에 시달리고 극단적인 경우에는 자살을 시도하는 경우도 있기 때문에, 왕따는 심각한 대한민국의 사회 문제로 인식되고 있다. 작게는 중, 고등학교부터 광범위하게는 사회 직장에서도 빈번하게 일어나는 경우가 많다. 1999년에 대한민국 노동부는 직장 내 집단 따돌림을 ‘사업주, 상급자 또는 근로자들이 집단을 이루어 특정인을 그가 소속한 집단 속에서 소외시켜 구성원으로서의 역할 수행에 제약을 가하거나 인격적으로 무시 혹은 음해하는 정신적, 육체적 가해행위’로 정의하고 있다.

#### 상사의 비인격적 행동

##### 비인격적 감독의 개념
감독자의 반생산적이고 파괴적인 행동과 관련하여 여러 연구자들이 비열한 폭군, 무분별한 강압적 행동, 부하의 이미지나 성공을 하지 못하게 하는 행동, 정신적 직장 내 공격적 행동 등 다양한 관점에서 연구를 진행하고 있다. 최근에 조직행동차원에서 비인격적 감독에 대한 관심이 증가하고 있다. 관련 연구가 진행되고 있지만, 이에 대한 연구역사는 비교적 짧은 편이다. 이와 유사한 개념들에 대한 연구자들의 독립된 연구가 많이 존재하며 아직까지는 연구자들간의 개념적 합의, 선행 및 결과변수들에 대한 체계화된 실증적 연구가 부족한 상태이다. 비인격적 감독은 공격적 행동의 한 유형으로 작업장에서 부하에게 고의적으로 심리적, 신체적 해를 입히는 감독자의 행동을 말한다. Tepper는 비인격적 감독은 "신체적 접촉을 제외한 적대적인 언어적, 비언어적 행동의 지속적인 표현을 하는 감독자에 대한 부하의 인식"으로 정의한다. 비인격적 감독은 다른 사람 앞에서 누군가를 조롱하거나 폄하하고, 묵살하는 태도를 취하고 공격적인 시선 맞추기, 필요한 정보를 주지 않거나 또는 해고한다는 위협을 사용하며, 다른 의견을 나타내는 부하에게 소리를 지르거나 위협하는 격한 행동을 드러내는 것을 포함한다. Tepper의 정의에 의하면 비인격적 감독은 부하가 감독의 행동을 비인격적인 것으로서 간주하는 주관적인 평가로써 이는 단기성 행동보다 부정적 감독 행위의 지속적 표현으로 나타나며 피해자의 심리적 피해는 표면화되지 않는 경향이 있다. Bies는 비인격적 감독자는 강압적이고 쉽게 이성을 잃고, 무례하게 행동하거나 부하를 위협하고, 결백이 입증될 때까지 부하를 몰아세우는 등 적대적인 성향을 나타낸다고 하였다. 비인격적 감독을 당하는 부하는 이를 바로잡을 수 있는 행동을 취하기에 무력하고, 또한 경제적으로 가해자에게 의존하고 있기 때문에 그 관계를 유지할 수밖에 없다. 또한 가해자가 보통의 상식적 행동과 함께 비인격적 행동을 하며 이러한 적대적 상황이 정확히 언제 일어날지 모른다는 점에서 피해자들에게 더 큰 스트레스를 유발한다. 비인격적 감독 에 대한 다양한 연구를 토대로 비인격적 감독을 정의하면 상사가 자신의 권력을 오용하여 부하에게 행하는 언어적, 비언어적인 모욕행위라고 할 수 있다.

##### 비인격적 감독의 선행요인
현재까지 비인격적 감독에 관한 연구의 대부분은 비인격적 감독이 부하의 다양한 인식 태도, 행동에 미치는 부정적인 영향에 관한 연구이고 비인격적 감독이 유발되는 선행요인에 대한 연구는 그리 많지 않다. 선행연구를 살펴보면 비인격적 감독은 상사 개인의 특성 및 조직변수에 의해 영향을 받는 것으로 나타났다. 비인격적 감독을 포함한 감독자의 공격적 행동을 유발하는 조직상황적 특성에 관한 연구는 조직 불공정성, 직무불안정성, 심리적 계약 위반, 제도적 규범 등의 다양한 동기변인의 관점에서 연구되고 있으며 이러한 연구의 기본 전제는 전위적 공격성 (displaced aggression)의 관점에서 비인격적 감독의 출발점을 제시한다. 전위적 공격성은 조직이나 직속 상사로부터 불공정한 대우를 받는 개인이 보복에 대한 두려움 때문에 상사(조직)에게 감히 보복을 하지 못하고 대신 힘이 약하고 덜 위협적인 대상을 찾아 공격적인 행동을 한다는 것이다.

#### 조직의 대한 공격
불공정하게 대해지고 있다는 것을 느끼는 종업원은 그것이 좋은 이유든 아니면 자기 합리화를 위한 것이든 간에 조직에 대해 공격적인 행동을 취할 가능성이 있다. 조직에 대한 공격적인 행동은 때로는 개인의 상사 또는 보다 높은 지위에 있는 경영진을 대상으로 이루어지기도 한다. 경영진을 향한 직접적인 공격은 해고라든지 징계 등과 같은 보복을 가져올 수도 있다. 종업원들은 고객이나 그들의 요구를 무시할 수도 있고, 거칠게 대한 수도 있지만 고위 경영진에게 불만을 토로할 것 같은 고객에게는 그렇게 하지 않는다. 또는 고객의 문제를 고위 경영진의 탓으로 비난하는 방식으로 부정적인 말을 할 수도 있을 것이다. 조직에 대한 공격적 행동의 또 다른 형태에는 비품이나 자재, 돈 등을 훔치는 행위, 장비나 시설을 파괴하거나 손상시키는 행위, 개선을 위한 아이디어를 늦추거나 공개하지 않는 행위 등이 포함된다.

#### 성희롱[1]
성희롱은 직장 내에서 일어나는 다양한 희롱의 종류 중 하나이다. 희롱은 어떤 사람에 대해 그 사람의 인종, 피부색, 종교, 성별, 출신국가, 나이와 장애 등을 이유로 모욕감인 적개심을 주는 말이나 신체적 행동을 말한다. 희롱은 다음과 같은 것들 중 하나 또는 그 이상으로 이루어진다.
-모욕감, 적개심이나 공격적인 작업환경을 만들려는 목적을 갖고 있거나 또는 그러한 영향을 미친다
-개인의 작업성과를 합리적이지 않은 방법으로 방해하려는 목적을 가지고 있거나 또는 그러한 영향을 미친다
-다른 사람의 고용 기회에 부정적 영향을 미친다
성희롱(sexual harassment)은 일반적으로 원치 않는 성적인 유혹, 성적인 요구 혹은 호의 요구에 해당하는 언어적, 신체적 행위를 일컫는다. 미국의 경우, ①고용 결정에 영향을 미친다는 점을 미끼로 성희롱이 이루어지거나, ②원치 않는 부적절한 행위를 통해 종업원에게 위협적이고 공격적인 작업 환경을 만든다는 이유로 성희롱을 금지행위로 정하고 있다.
캘리포니아주는 성희롱을 구성하는 차원에서 잘 발달된 법 체계를 갖추고 있다. 다음은 핵심 규정들이다.
-언어적 희롱 : 성적으로 명백한 농담, 조직원의 인체에 대한 언급 혹은 성적 성향에 대한 이야기, 성적 경험에 대한 질문, 언어적 학대, 몸에 대한 사실적인 언어적 묘사 등.
-육체적 희롱 : 다른 조직원에게 성적 암시를 하는 옷을 입을 것을 요구하거나 몸을 만지고, 꼬집고, 두드리고, 비비거나 찌르는 등의 행위 등.
-시각적 희롱 : 성적 그림, 음란한 문자 혹은 초대, 조직원의 몸을 빤히 쳐다보는 것, 성적 성향의 제스처, 원하지 않는 연애편지 등의 모멸감을 주는 행위.
-성적 호의 : 성적 호의의 대가로 고용이라는 이익을 제시하는 원하지 않는 성적 접근의 총체.
미국에서 성희롱은 계속해서 문제로 제기되고 있다. 성희롱 사례에 대한 연구들은 절반이 넘는 여성 응답자들이 잠재적인 희롱 행동을 경험하였고, 1/4가량의 응답자들은 실제로 직장 내에서 성희롱을 경험하였다는 결과들을 보여주었다.

##### 성희롱 중지시키기[1]
성희롱을 중지시키기 위한 몇 가지 방법은 다음과 같다.
-공격적인 행동을 하는 가해자에게 직접 말하고, 강력하게 모든 호의를 단칼에 거절한다.
-만약 성희롱을 경험했다면, 곧 바로 어떤 일이 일어났었는지에 대해 날짜와 장소, 시간, 목격자 등을 파악하는 것이 좋다.
-상사나 인사관리담당자 혹은 그러한 행동을 그만두게 할 수 있는 권력을 가지고 있는 타 부서 사람이나 조직 내 다른 사람에게 말한다. 가능하다면 문서로 작성해서 보고하는 것이 좋다. 보고 문서에는 문제가 무엇이고 문제가 어떻게 해결되기를 원하는지를 가능한 한 상세하게 기술하여야 한다. 동료나 고객 또는 고객의 행동에 대한 법적인 책임을 져야 할 경우가 있기 때문에 고용주 입장에서는 희롱에 대한 내용을 자세히 알아야 하므로 문서를 만들어 두는 것은 매우 중요하다. 또한 가해자가 관리자인 경우에도, 종업원은 희롱에 대해 고용주에게 보고했다는 사실을 보여주는 것이 필요할 수도 있다.
-대부분의 조직에는 성희롱 문제를 다루는 정책을 가지고 있다. 이러한 처리 절차를 파악하고 이를 통해 문제를 해결하려고 노력해야 한다. 이러한 절차를 따르는 것은 매우 중요하다.
성희롱은 조직 내 괴롭힘으로 인해 나타나는 반응 중 하나 혹은 그 이상의 반응들을 가져온다는 점에서 조직 내 공격적 행동의 가장 심각한 형태라고 할 수 있다. 다른 유형들과 마찬가지로 고용주는 성희롱을 예방하기 위해서 모든 책임을 다해야만 한다. 일단 성희롱 문제가 발생하였을 경우 최대한 신속하고 단호하게 처리하는 것이 중요하다.

#### 직장 내 괴롭힘[1]
직장 내 괴롭힘(workplace bullying)은 한 사람 혹은 그 이상의 종업원들을 향해 직접적으로 행해지는 반복적이고 지속적인 부정적 행동을 말한다. 그러한 비이성적인 행동은 종업원 한 사람 혹은 그 이상의 종업원들이 희생되었거나, 모욕을 받고 명예 훼손을 당했거나, 위협을 당했다고 볼 수 있는 행동을 말한다. 직장 내 괴롭힘은 권력의 불균형과 적대적인 작업환경 문제와 관련이 깊다고 할 수 있다. 권력에 복종해야 할 수 밖에 없는 종업원들은, 권력을 가진 자들의 권력 남용이나 오용으로부터 자기 자신을 방어하는 데 어려움을 겪을 수 밖에 없다. 이러한 괴롭힘은 위협적이거나 적대적이고 가혹한 작업환경이라고 볼 수 있는 공격적인 행위들이 포함되며, 이는 인종과 종교, 성별 등을 초월하여 발생하고 있다. 게다가 일반적으로 이러한 괴롭힘은 반복적인 사건과 일정한 패턴을 가지고 있다.
직장 내 괴롭힘이 조직에게 미치는 영향은 매우 다양하다.
-괴롭힘을 당한 종업원들의 결근 증가
-괴롭힘을 당한 종업원들의 생산성 감소
-괴롭힘의 후유증과 스트레스로 인한 질병으로 건강관기 비용 증가
-조직이 종업원을 보호하지 못했기 때문에 조직에 대한 충성심이 떨어지고, 이로 인해 고객에 대한 서비스 품질 저하
-괴롭힘을 경험한 종업원의 이직률 증가
이와 같은 괴롭힘은 조직원 개개인에게 부정적인 영향을 미치는 원인이 되기 때문에, 조직은 이와 같은 괴롭힘을 예방하고 발생 시 단호하게 처리할 수 있어야 한다.

#### 직장에서의 폭력[1]
직장에서의 폭력(workplace violence)은 직장 내에서 묵시적 또는 명시적으로 어떤 사람의 안전과 복지, 건강 등에 피해를 끼치는 형태로 나타나는 모욕이나 협박, 위협, 폭행 등의 모든 행동을 말한다. 이러한 행동은 구체적으로 매우 다양하게 나타난다. 살인, 강간, 강도, 칼이나 방망이 등 도구를 이용한 폭행, 신체적 폭력, 스토킹, 협박, 공격적인 메시지, 지독한 욕 등에서부터 인종이나 종교, 성별 차별적인 발언 등을 포함한다. 심각한 것은, 일반적으로 직장에서의 수많은 폭력 사건들은 공식적으로 보고되지 않거나, 보고된다고 하더라도 공식적인 기록으로 남지 않는다는 사실이다.

## 조직 내 공격적 행동의 영향
조직 내 공격적 행동으로 여겨지는 행동의 종류와 같이, 조직 내 공격적 행동의 결과들 역시 광범위하다. 예를 들어, Ng와 Feldman은 “조직 내 공격적 행동들은 직원들에게 신체적 위험을 초래하고 고객에게 물리적인 위험을 제기하며, 공적인 관계의 위기를 만들고, 조직 전체의 비즈니스 평판에 해가 될 수 있다”고 주장하였다. 여기서는 조직 내 공격적 행동의 결과로 피해자가 된 직원의 건강, 행복, 직무 수행, 성과의 성별 차이에 대해 다룰 것이다. 악영향의 심각성은 공격자의 위치에 따라 영향 받는 정도가 달라질 것이다. Hershcovis와 Barling은 상사의 공격적 행동은 태도와 행동의 결과 부분에 있어 가장 강력한 역효과를 불러 일으키며 그 뒤를 이어 동료 간 공격적 행동과 외부인의 공격적 행동이 영향을 미친다고 말했다.

### 건강과 행복
조직 내 공격적 행동은 직원에게 엄청난 영향을 미친다. 그 예로 조직 내 공격적 행동을 당하는 대상은 행복의 정도가 낮다는 사실이 밝혀졌다. 다른 연구에서는 조직 내 공격적 행동이 건강상의 문제를 유발할 수 있다는 결과가 밝혀졌다. Bjorkqvist, Osterman, Hjet-Back은 조직내 공격적 행동의 피해자가 분노와 절망 등으로 외상 후 스트레스 장애(Post Traumatic Stress Disorder ;PTSD)와 유사한 증상을 보였다고 주장하였다. Sorensen et al. 은 업무 중 공격적 행동이 허리 통증 및 수면 부족과 같은 웰빙지수 간 유의미한 관계가 있다고 주장하였다.

### 팀 성과
Aube와 Rousseau의 최근 연구에서 입증되었듯이 조직 내 공격적 행동이 팀 성과와 팀 효율성에 끼치는 부정적인 영향에 대해 조사가 진행되어 왔다.

### 직무 만족
조직 내 공격적 행동의 피해자는 낮은 직무 만족으로 고통 받고 있을지도 모른다. Lapierre와 Spector, Leck은 조직 내 공격적 행동의 대상으로 인식된 종업원은 상당히 낮은 직무 만족도를 보인다고 주장하였다. 마찬가지로 상사로부터 학대를 당하는 직원 또한 낮은 직무 만족도를 보였다.

### 성과의 성별 차이
연구에 따르면 남성과 여성의 조직 내 공격적 행동에 대한 반응이 상이하다는 것을 알 수 있다. 조직 내에서 공격적 행동을 경험한 뒤 남성과 여성 모두 낮은 행복도를 보이나 감소하는 행복의 폭은 남성이 더 크다는 것을 알 수 있었다. 한 연구에서는 조직 내 공격적 행동에 시달린 남성일수록 신체적, 정신적, 정서적, 인지적인 문제에 더욱 심각한 영향을 받았다는 결과가 나타났다. 또한 이 연구는 조직 내 공격적 행동의 유형이 공연한 것이거나 은밀한 것이거나 한 것과는 관계가 없음을 밝혀냈다. 이러한 결과는 현대사회에서 조직에서의 성과와 성공에 대한 압박이 남성성에서 기대하는 결과에서 비롯된다고 지적하고 있다. 여성의 경우, 성별 차이보다는 직무 만족에 더욱 강한 영향을 미친다고 밝혀졌다. 또한, 성과와 관련 없는 조직 내 공격적 행동이 남성보다 여성에게서 많이 관찰된다는 결과를 밝혀냈다.

## 예방
채용 과정에서 신중한 인터뷰와 배경에 대한 점검이 선행적으로 이루어져야 한다. 기존 종업원들의 경우에는 기초역량 개발을 통해 직장 내 폭력의 촉발 사건이 될 수 있는 것들을 최소화시키는 데 중점을 두어야 할 것이다. 이와 관련하여 종업원들에게 대한 교육 훈련의 중요성이 점점 높아지고 있다. 만약 폭력적인 행동이 일어날 선행 요인이 관찰된다면, 적절한 상담과 종업원 지원 프로그램, 적절한 보안 조치, 예방 교육 훈련 등이 도움이 될 것이다

### 교육[1]
직장 내 폭력을 근절시킬 수 있는 가장 근본적인 방법은 직장 내 폭력은 어떠한 사유나 형태로도 용납되지 않는다는 요지의 정책을 지속적으로 종업원에게 전달하고 교육시키는 것이다. 구체적으로는 다음과 같다. 첫째, 이러한 공식적인 정책은 종업원에게 직장 내 폭력은 절대로 용납될 수 없다는 강력한 메시지를 전달한다. 둘째, 위반행동에 대해 엄격한 제재조치를 취함으로써 그러한 메시지를 강화시킬 수 있다. 셋째, 이러한 정책들을 통해 종업원들에게 해서는 안 되는 행동을 명확하게 알려준다

### 인사 관리
Neuman과 Baron은 미국 우편 서비스(USPS)에서 개발한 조직 예방 프로그램에 따라 조직에서 직원을 선발하기 전에 테스트를 시행해 공격적으로 행동할 가능성이 큰 직원들을 구별해 내도록 권장한다. 이러한 적극적 전략은 공격적인 행동을 보일 수 있는 사람이 조직에 들어오는 것을 예방할 수 있다.

### 조직 제재
조직 내 공격적 행동과 관련된 명백한 정책들은 조직으로 하여금 공격적 행동을 줄이는데 도움을 줄 수 있다. 자신의 조직이 조직 내의 공격적 성향을 가진 사람을 처벌 할 것을 인식한 직원들은 대인 관계 정의에 대한 인식이 높았을 때에도 조직 내 공격적 태도에 대해 덜 보고하는 성향을 보였다. Neuman과 Baron은 조직 제재를 사용하여 조직 내 공격적 행동을 억제하고 이에 대한 강력한 규범을 형성할 것을 제안한다.

### 훈련
훈련은 예방 프로그램의 중요한 부분이다. Neuman과 Baron은 관리자들과 직원들을 위한 훈련을 통해 공격적 행동에 대처하는 방법을 가르치는 데에 중점을 두어야한다고 제시하였다. 마찬가지로 Rai는 적절한 훈련은 경영진이 위협을 중대하게 인식하고 직원이 사고를 보고하도록 격려하며 보고된 사건을 처리하는 데 도움이 된다고 조언했다.

### 조직적 후원
조직적 후원은 조직 내 공격적 행동의 효과에 영향을 미친다. Schat과 Kelloway는 조직적 후원을 수단적 후원과 정보 제공적 후원의 두 가지 측면으로 구분 지었다. 수단적 후원은 고민하는 개인들에게 직접적으로 어떠한 도움을 제공하는 것을 의미하고, 정보 제공적 후원은 직원들 자신들에게 도움을 줄 수 있는 정보 리소스들을 제공해주는 것을 의미한다.

## 같이 보기
- 일탈
- 산업심리학
- 수동적 공격성
- 직장 내 집단 따돌림